# تورستن ميرتين
تورستن ميرتين (بالألمانية: Thorsten Merten ) (و. 1963 – م) هو ممثل، وممثل مسرحي، وممثل أفلام من ألمانيا . ولد في رولا .

## روابط خارجية
- تورستن ميرتين على موقع IMDb (الإنجليزية)
- تورستن ميرتين على موقع ألو سيني (الفرنسية)
- تورستن ميرتين على موقع أول موفي (الإنجليزية)
- تورستن ميرتين على موقع قاعدة بيانات الأفلام السويدية (السويدية)
- تورستن ميرتين على موقع قاعدة بيانات الفيلم (الإنجليزية)
- تورستن ميرتين على موقع كينوبويسك (الروسية)